# Andornay
Andornay település Franciaországban, Haute-Saône megyében. Lakosainak száma 179 fő (2022. január 1.). Andornay Magny-Danigon, Clairegoutte, Lyoffans, Magny-Jobert és Palante községekkel határos.

## Népesség
A település népességének változása:
| Lakosok száma | 205  | 203  | 205  | 212  | 203  | 195  | 191  | 187  | 183  | 179  |
|               | 2010 | 2013 | 2015 | 2016 | 2017 | 2018 | 2019 | 2020 | 2021 | 2022 |